# Červar–Porat
Červar–Porat (italijansko Porto Cervara) je turistično naselje, ki leži severno od mesta Poreč v hrvaški Istri in spada pod Istrsko županijo.
Je sodobno, urbanizirano turistično naselje okrog naravne luke ob zahodni istrski obali, zgrajeno je bilo v 70. letih 20. stoletja, v zalivu Luka Červar, za okoli 7000 prebivalcev. Leži nedaleč stran od »starega« Červarja, naselja, ki se nahaja okrog kilometer južneje in ni ob morski obali.

## Gospodarstvo
V zalivu Lunga se je razvila  marina s kapaciteto preko 300 plovil v morju in 50 mest na kopnem. V marini je tudi servis za popravilo motorjev, splavna drča in 10 t dvigalo.
Na rtu Šilok okoli 2 km južno stoji nudistični kamp Ulika.
V okolici so nasadi oljk.

## Zanimivosti
Več let je imela v njej privez mogočna jahta francoskega igralca Alaina Delona. Po vojni med bivšimi jugoslovanskimi republikami je bilo v červarskih apartmajih naseljeno veliko število beguncev, mnogo infrastukture pa je bilo uničene. Do danes se mu še ni povrnil prejšnji sijaj.

## Zgodovina
Ob naselju so ostanki ilirskega gradišča in srednjeveškega stolpa.Poleg marine se nahajajo izkopanine starorimske naselbine Portus Cervera.

## Demografija
| Pregled števila prebivalcev po letih | Pregled števila prebivalcev po letih | Pregled števila prebivalcev po letih | Pregled števila prebivalcev po letih | Pregled števila prebivalcev po letih | Pregled števila prebivalcev po letih | Pregled števila prebivalcev po letih | Pregled števila prebivalcev po letih | Pregled števila prebivalcev po letih | Pregled števila prebivalcev po letih | Pregled števila prebivalcev po letih | Pregled števila prebivalcev po letih | Pregled števila prebivalcev po letih | Pregled števila prebivalcev po letih | Pregled števila prebivalcev po letih |
| ------------------------------------ | ------------------------------------ | ------------------------------------ | ------------------------------------ | ------------------------------------ | ------------------------------------ | ------------------------------------ | ------------------------------------ | ------------------------------------ | ------------------------------------ | ------------------------------------ | ------------------------------------ | ------------------------------------ | ------------------------------------ | ------------------------------------ |
| 1857                                 | 1869                                 | 1880                                 | 1890                                 | 1900                                 | 1910                                 | 1921                                 | 1931                                 | 1948                                 | 1953                                 | 1961                                 | 1971                                 | 1981                                 | 1991                                 | 2001                                 |
| 0                                    | 0                                    | 0                                    | 0                                    | 0                                    | 0                                    | 0                                    | 0                                    | 0                                    | 0                                    | 0                                    | 0                                    | 0                                    | 102                                  | 593                                  |